# Siracusia
La Siracusia (Syrakósia) fu una nave progettata da Archimede e costruita nel 240 a.C. circa da Archia di Corinto su ordine di Gerone II di Siracusa; fu successivamente regalata al re Tolomeo III di Egitto e rinominata Alessandria (Alexandris). È considerata tra le più grandi imbarcazioni dell'antichità.

## Nelle fonti storiografiche
Di questa imbarcazione parla Moschione nei suoi scritti (citati da Ateneo di Naucrati ne I deipnosofisti) in cui descrive l'equipaggiamento impreziosito da decorazioni e armi di difesa, nonché dalla presenza di uno scafo inaffondabile perché rivestito di piombo, contro gli speronamenti di altre navi. Era capace di portare un peso massimo di 2.000 tonnellate, 400 soldati e 100 passeggeri ospitati in apposite cabine. La nave aveva al suo interno una biblioteca, dei bagni e persino un tempietto dedicato ad Afrodite. Era inoltre dotata di tre grandi alberi, e per svuotare l'acqua delle sentine si usava un'apposita vite di Archimede. Per la difesa, infine, montava 8 piccole torrette e aveva in dotazione una gigantesca balista capace di scagliare dardi lunghi 6 metri e massi dal peso di 90 kg.
(Ateneo di Naucrati, I deipnosofisti)